# Liste der Monuments historiques in Bussy-Saint-Martin
Die Liste der Monuments historiques in Bussy-Saint-Martin führt die Monuments historiques in der französischen Gemeinde Bussy-Saint-Martin auf.

## Liste der Bauwerke
| Bezeichnung      | Beschreibung                  | Standort | Kennzeichnung | Schutzstatus | Datum     | Bild           |
| ---------------- | ----------------------------- | -------- | ------------- | ------------ | --------- | -------------- |
| Kirche St-Martin | Erbaut im 12./13. Jahrhundert | (Lage)   | PA00086843    | Classé       | 1921 1987 | weitere Bilder |

## Liste der Objekte

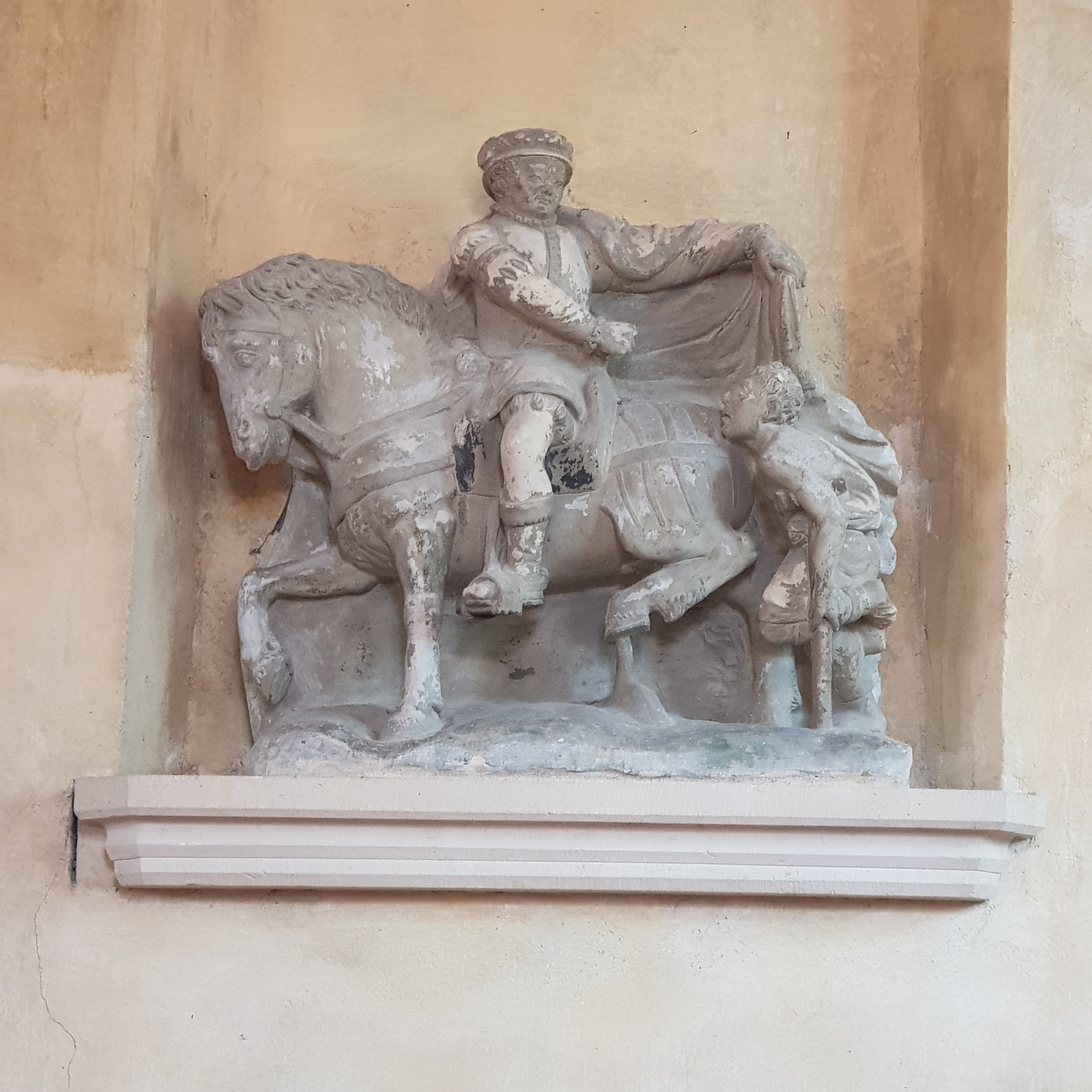
Skulpturengruppe Der heilige Martin teilt seinen Mantel mit einem Armen (16. Jahrhundert)

- Monuments historiques (Objekte) in Bussy-Saint-Martin in der Base Palissy des französischen Kultusministeriums